# Буцні (Жмеринський район)
Буцні́ —  село в Україні, у Барській міській громаді Жмеринського району Вінницької області.

## Географія
Село розміщене на двох пагорбах праворуч від невеликої річки Мощанка, поблизу річки Лядова з лівої її сторони на віддалі 13 км на південь від міста Бар, по дорозі з міста Бар до села Верхівка. В селі є 50 домогосподарств.
Місцевість села Буцні мальовнича, сприятлива для здоров'я. В селі багато фруктових садків. Через село протікає струмок, що впадає у річку Мощанка. Населення села — українці, які займаються землеробством та тваринництвом.

## Історія
В другій половині 16 століття п'ять братів Буцнів (Федір, Черниш, Йосип. Лазар, Степан) отримали урочище на річці Лядова від Барського староства. А згодом у 1583 році урочище було отримане, як дарунок від короля Польщі. Тому було назване Буцнями.
В 1739 році із трьох частин села Буцні дві частини належали Івашковським і третя частина села належала Григорію Буцню. Пізніше село Буцні належало чотирьом поміщикам: Вернищу, Сахвину, Попелю і Чайковському. Згодом Чайковський заволодів усім селом Буцні.
Звільнення селян від кріпацтва відбулося в 1863 році.
В 1886 році в селі була відкрита церковно — приходська школа.
В 1894 році в селі була побудована дерев'яна церква на ім'я святого Миколи за кошти селян.
З 1917 по 1920 рік влада в селі змінювалася різними контрреволюційними військами та військами інтервентів. В листопаді 1920 року в селі встановилася радянська влада. В цьому ж році в селі був створений комітет незаможних селян. В кінці 1929 року в селі був створений сільськогосподарський колгосп імені Шевченка.
Під час другого голодомору у 1932–1933 роках, проведеного радянською владою, загинуло 14 осіб.
12 червня 2020 року, відповідно до Розпорядження Кабінету Міністрів України № 707-р «Про визначення адміністративних центрів та затвердження територій територіальних громад Вінницької області», увійшло до складу Барської міської громади.
19 липня 2020 року, в результаті адміністративно-територіальної реформи та ліквідації Барського району, село увійшло до складу Жмеринського району.

## Пам'ятки
У селі є пам'ятки:
- Пам'ятник 49 воїнам-односельчанам, загиблим на фронтах Великої Вітчизняної війни[4], 1970. Пам'ятка розташована у центрі села.

## Уродженці села
В 1917 році в селі Буцні народився Медвецький Микола Васильович — Герой Радянського Союзу.
Восени 1938 року Микола Васильович був призваний в ряди Червоної Армії. 3 перших днів Великої вітчизняної війни брав участь в боях з німецько-фашистськими загарбниками. Двічі був поранений, у вересні 1941 року і в липні 1942 року.
11 липня 1944 року М. В. Медвецький під час бою загинув смертю хоробрих. За доблесть і геройство, відвагу і мужність, проявлені в бою старшині Медвецькому Миколі Васильовичу було посмертно надано звання Героя Радянського Союзу